# José de Jesús Tirado y Pedraza
José de Jesús Tirado y Pedraza fue un arzobispo de Monterrey entre los años 1977 y 1983.
Nació el 31 de marzo de 1908 en Santa Ana Maya, Michoacán, (México). La familia Tirado, era conocida por su abolengo en la localidad además de haber dado destacados personajes, el Palacio Municipal de esta entidad fue la casa paterna de la familia Tirado.
Mons. Tirado y Pedraza, Estudio el Seminario en Morelia, Michoacán, donde conoció a distinguidos como Mons. Luis María Martínez, Mons. Luis María Altamirano y Bulnes, Mons. Fernando Ruiz Solórzano, Mons. Estanislao Alcaraz, Mons. Manuel Pérez Gil y Mons. Manuel Castro Ruiz; Durante su estadía en el Seminario fue profesor y más tarde Rector, teniendo dignos alumnos como Mons. Alberto Suárez Inda; Desde el Seminario destacó como un gran orador. 
En 1965, Giovanni Battista Montini conocido como S.S. Pablo VI lo nombra Primer Obispo de Ciudad Victoria, una nueva Diócesis creada por el mismo, Mons. Tirado fundó el Seminario Diocesano y reorganizó el Movimiento de Acción Católica entre otras actividades.
Fue en 1977 cuando el mismo Pablo VI, lo nombra Noveno Arzobispo de la Arquidiócesis, cabeza de la provincia eclesiástica de Monterrey, Nuevo León, que comprende las diócesis sufragáneas de Linares, Saltillo, Tampico, Matamoros, Piedras Negras y Nuevo Laredo; apoyo con estima el Movimiento de Cursillos de Cristiandad en Monterrey.
Falleció en Monterrey el 8 de julio de 1993.